# Hercai
Hercai es una serie de televisión turca de 2019 producida por Mia Yapım para ATV.
Protagonizada por Akın Akınözü y Ebru Şahin.

## Trama
Miran pertenece a la familia Aslanbey, que llega desde kars para cobrar venganza por el asesinato de sus padres, cuando él era un niño aún. Azize, su abuela, es una mujer amargada, fría, despiadada y dominante, que centró su vida en un plan para destruir a la familia Şadoğlu. Reyyan es una de las nietas de Nasuh Şadoğlu, patriarca de una de las familias más poderosas de Midyat. Aunque su padre Hazar y su tío Cihan son figuras importantes en la gran familia, el verdadero líder es Nasuh, su abuelo, que la desprecia y maltrata por no ser su nieta biológica. Reyyan desconoce esta verdad. Para ello Miran fingirá interés por casarse con la hija primogénita de Hazar y asistirá a pedir su mano a Nasuh. Antes de ese evento planificado, Miran conocerá a Reyyan, mientras ella cabalgando cae de su caballo y él la encuentra y ayuda. El quedará impactado por ella. Al descubrir que es Reyyan el foco de su venganza dudará, pero su abuela Azize reavivará en él, el odio que sembró desde pequeño, como un pacto de sangre de vengar a sus padres muertos y así él tendrá que seguir adelante con la venganza. La noche de bodas, Miran luego de consumar el matrimonio con Reyyan la abandona, algo que según las costumbres es un agravio al honor. Miran se marcha con dolor, siente que su esposa no merece eso, y que se aman mutuamente, pero aun así, es fiel al pacto con su abuela. La joven esposa, queda devastada sin entender que ocurre y Azize Aslanbey la expone en el centro del pueblo repudiándola. Allí comienza un devenir de violencia y manipulaciones entre las dos familias, que irá desnudando hechos ocultos y miserias de sus integrantes. Con el tiempo, los secretos serán revelados mientras Miran y Reyyan intentarán apreciar su amor, que a pesar de todos los obstáculos, no pueden dejar de sentir el uno por el otro.

## Origen
Hercai está basada en la novela bajo el mismo título escrita por Sümeyye Koç, una escritora turca nacida en Ankara, Turquía en el año 1995. El título, que en español se traduce como "orgullo", se debe al trasfondo de la historia y a la sinopsis, "una historia de amor imposible nacida de la venganza" pero también significa amapola, por una historia en la que dos flores se enamoran en primavera.

## Reparto
- Akın Akınözü como Miran Aslanbey/Şadoğlu
- Ebru Şahin como Reyyan Şadoğlu/Aslanbey
- Ayda Aksel como Azize Aslanbey / Ayşe Derbent/Şadoğlu
- Oya Unustası como Gönül Aslanbey /Şadoğlu
- Gülçin Santırcıoğlu como Sultan Aslanbey
- Duygu Yetiş como Elif Aslanbey /Şadoğlu
- Doğan Bayraktar como Aslan Aslanbey
- Ayşegül Günay como Füsun Aslanbey
- Macit Sonkan como Nasuh Şadoğlu
- Serhat Tutumluer como Hazar Şadoğlu
- Feride Çetin como Zehra Şadoğlu
- Ebrar Alya Demirbilek como Gül Şadoğlu
- Serdar Özer como Cihan Şadoğlu
- Gülçin Hatıhan como Handan Sadoglu
- Ahmet Tansu Tasan lar como Azat Şadoğlu
- İlay Erkök como Yaren Şadoğlu /Bakircioğlu
- Ahmet Kayakesen como Harun Bakircioğlu
- Güneş Hayat como Esma Demiralp
- Cahit Gök como Firat Demiralp /Aslanbey
- Aydan Burhan como Hanife Derbent
- Atilla Pekdemir como Yusuf
- İnci Şen como Nigar Katarci
- Eylem Tanrıvar como Keriman Çetin
- Aslı Samat como Melike Astutan
- Gökhan Yavuz como Riza Demir
- Emrullah Omay como Mahmut Kim
- Aydan Taş como Şehriyar Taşkin
- Güven Hokna como Şükran
- Aysun Metiner como Dilşah Aslanbey
- Barış Yalçın como Mahfuz Erdoğan
- Dilara Yeşilyaprak como Zeynep Aslanbey
- Sera Kutlubey como Azra

## Temporadas
| Temporada | Temporada | Episodios | Rango de episodios | Emisión original         | Emisión original    | Ref.￼ |
| Temporada | Temporada | Episodios | Rango de episodios | Inicio                   | Final               |       |
| --------- | --------- | --------- | ------------------ | ------------------------ | ------------------- | ----- |
|           | 1         | 12        | 1 - 12             | 15 de marzo de 2019      | 31 de mayo de 2019  | [ 3 ] |
|           | 2         | 26        | 13 - 38            | 20 de septiembre de 2019 | 27 de marzo de 2020 | [ 3 ] |
|           | 3         | 31        | 39 - 69            | 18 de septiembre de 2020 | 25 de abril de 2021 | [ 3 ] |

## Emisión internacional
- Colombia: Caracol Televisión
- Chile: Canal 13